# Romina Gómez
Romina Gómez también conocida como La Pepa Gómez (Córdoba, Provincia de Córdoba, Argentina; 8 de agosto de 1990) es una futbolista argentina. Juega de delantera en River Plate de la Primera División A de Argentina.

## Trayectoria

### Inicios
Al igual que muchas mujeres futbolistas, en sus inicios jugaba con varones, con 7 años de edad comenzó a jugar al fútbol en la escuelita del estadio Córdoba (hoy llamado Mario Alberto Kempes).

### San Lorenzo
En el año 2008, a sus 17 años de edad, jugó en el Ciclón por seis meses.

### Boca Juniors
A finales de 2013 llega al Xenéize para disputar la Copa Libertadores 2013.

### Belgrano
A los 11 años llega por primera vez a Belgrano de Córdoba, pero debido a su corta edad y la lejanía del lugar de entrenamiento decide no acudir hasta el 2005, a sus 14 años de edad, en donde da inicio su carrera con el Pirata, disputando torneos regionales.
En el conjunto cordobés además de ser la capitana es considerada ídola, histórica y referente, teniendo incluso un mural en su honor en su barrio 29 de mayo (más conocido como Ciudad de los Cuartetos) y otro en Alberdi.
Lleva ganados 22 títulos locales en la Liga Cordobesa de Fútbol, En 2021 participó de la primera campaña de Belgrano en torneos federales AFA consagrándose campeona de la Primera C 2021 logrando el ascenso (y en donde anotó 7 goles en un solo partido, ante Ituzaingó), y campeonando nuevamente en la temporada 2022 en la segunda división, consiguiendo al ascenso a Primera A. Fue subcampeona el mismo año, de la Copa Federal, perdiendo la final ante River Plate.

### River Plate
En mayo de 2023 rescinde el contrato con Belgrano y comienza a entrenar en River Plate.

## Selección nacional
Fue convocada al seleccionado de Argentina sub-20 en 2008. También fue parte la selección de futsal.

## Estadísticas

### Clubes
| Club         | País      | Año             |
| ------------ | --------- | --------------- |
| Belgrano     | Argentina | 2005 - 2008     |
| San Lorenzo  | Argentina | 2008 - 2008     |
| Belgrano     | Argentina | 2009 - 2013     |
| Boca Juniors | Argentina | 2013 - 2014     |
| Belgrano     | Argentina | 2014 - 2023     |
| River Plate  | Argentina | 2023 - Presente |

## Palmarés

### Títulos nacionales
| Título             | Club     | País      | Año  |
| ------------------ | -------- | --------- | ---- |
| Primera División C | Belgrano | Argentina | 2021 |
| Primera División B | Belgrano | Argentina | 2022 |

Nota: Los 22 campeonatos ganados con la Liga Cordobesa no cuentan como títulos oficiales AFA.

## Vida personal
Además de futbolista, es panadera, y atiende su propia panadería familiar llamada "Juampi". Su padre se llamaba Carlos Gómez y su madre se llama Frecia Opazo. Tiene 4 hermanos (dos varones y dos mujeres); tuvo una hermana gemela llamada Jimena, quien falleció a los 3 meses de vida.